# 41. poljska artilerijska brigada (ZDA)
41. poljska artilerijska brigada (izvirno angleško 41st Field Artillery Brigade) je bila poljska artilerijska brigada Kopenske vojske Združenih držav Amerike.

## Odlikovanja
- Meritorius Unit Commendantion (VIETNAM 1967-1968 in VIETNAM 1968-1969)